# Paul Uhlemann
Paul Uhlemann (* 18. November 2001) ist ein deutscher Schauspieler.
Paul Uhlemann spielte in der deutschen Fernsehserie Schloss Einstein die Rolle des Schülers Friedrich Paul.

## Filmografie
- 2014: KI.KA LIVE: Schloss Einstein Backstage
- 2015–2016: Schloss Einstein